# Neusiedl an der Zaya
Neusiedl an der Zaya là một thị trấn ở huyện Gänserndorf thuộc bang Niederösterreich nước Áo. Đô thị Neusiedl an der Zaya có diện tích 17,58 km², dân số năm 2001 là 1263 người.